# Pavel Eliáš
Pavel Eliáš (Praga, 26 novembre 1986) è un ex calciatore ceco, centrocampista.

## Carriera
Dal 2005 al 2014 ha giocato nella massima serie della Repubblica Ceca, in cui ha disputato complessivamente 164 partite segnando anche 8 gol. Ha inoltre giocato 2 partite in Coppa UEFA e 7 in Europa League.

## Palmarès

### Club

#### Competizioni nazionali
- Coppa della Repubblica Ceca: 1

Jablonec: 2012-2013
- Supercoppa della Repubblica Ceca: 1

Jablonec: 2013